# 瓠瓜增七
瓠瓜增七，又名海豚座γ¹,BD+15 4255，HD 197963、SAO 106475、HR 7947，是海豚座的一颗恒星，视星等为5.14，位于銀經61.49，銀緯-16.57，其B1900.0坐标为赤經20h 42m 0.3s，赤緯+15° -16.57′ 49″。